# Lovča
Lovča (bis zum 19. Jahrhundert slowakisch „Veľká Lovča“; deutsch Großlotza, ungarisch Nagylócsa – bis 1873 Nagylovcsa) ist eine Gemeinde in der Mitte der Slowakei mit 679 Einwohnern (Stand 31. Dezember 2024), die zum Okres Žiar nad Hronom, einem Teil des Banskobystrický kraj gehört.

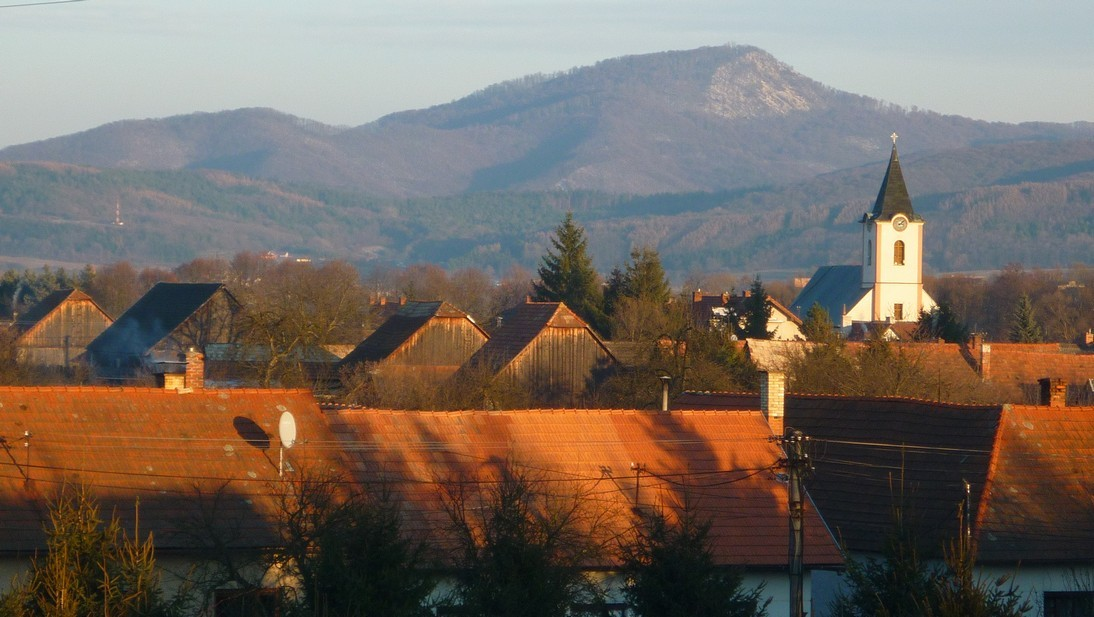

## Geographie
Die Gemeinde befindet sich inmitten des Talkessels Žiarska kotlina am rechten Ufer des Hron. Das etwa 10,4 km² große Gemeindegebiet ist leicht hügelig, weitgehend entwaldet und hat Au- und braune Waldböden. Das Ortszentrum liegt auf einer Höhe von 276 m n.m. und ist vier Kilometer von Žiar nad Hronom entfernt.
Nachbargemeinden sind Lovčica-Trubín im Norden, Žiar nad Hronom (inkl. Katastralgemeinde Horné Opatovce) im Osten, Lehôtka pod Brehmi und Hliník nad Hronom im Süden, Dolná Trnávka im Südwesten und Prestavlky im Westen.

## Geschichte
Der Ort wurde zum ersten Mal 1283 als Loucha schriftlich erwähnt. Zu dieser Zeit gehörte das Dorf zum Erzbistum Gran, nach 1776 kam es zum Bistum Neusohl. 1536 gab es insgesamt 29 Porta, 1720 52 Steuerpflichtige, 1828 zählte man 86 Häuser und 546 Einwohner, die in der Flößerei, Landwirtschaft, als Fischer sowie als landwirtschaftliche Saisonarbeiter beschäftigt waren.
Bis 1918 gehörte der im Komitat Barsch liegende Ort zum Königreich Ungarn und kam danach zur Tschechoslowakei beziehungsweise heute Slowakei.

## Bevölkerung
| Jahr                | 1994 | 2004    | 2014    | 2024    |
| ------------------- | ---- | ------- | ------- | ------- |
| Anzahl der Personen | 742  | 706     | 695     | 679     |
| Unterschied         |      | −4,85 % | −1,55 % | −2,30 % |

| Jahr                | 2023 | 2024    |
| ------------------- | ---- | ------- |
| Anzahl der Personen | 683  | 679     |
| Unterschied         |      | −0,58 % |

Nach der Volkszählung 2011 wohnten in Lovča 696 Einwohner, davon 650 Slowaken und jeweils ein Magyare, Roma und Ukrainer; ein Einwohner gehörte einer anderen Ethnie an. 42 Einwohner machten diesbezüglich keine Angabe. 611 Einwohner bekannten sich zur römisch-katholischen Kirche und jeweils ein Einwohner zur Bahai-Religion, zur evangelischen Kirche A. B, zur griechisch-katholischen Kirche sowie zur orthodoxen Kirche; vier Einwohner bekannten sich zu einer anderen Konfession. 30 Einwohner waren konfessionslos und bei 47 Einwohnern wurde die Konfession nicht ermittelt.

## Sehenswürdigkeiten
- römisch-katholische Philippus-und-Jakobus-Kirche (slowakisch Kostol sv. Filipa a Jakuba) aus dem Jahr 1656, ursprünglich im Spätrenaissancestil gestaltet, 1803 im klassizistischen Stil umgebaut, 1901 erweitert
- Mariensäule im Spätbarockstil